# Граничність
У лінгвістиці граничність (англ. telicity, від грецької τέλος, що означає «кінець» або «мета») — це властивість дієслова або словосполучення, яка представляє дію чи подію в певному сенсі завершеними. Дієслово або словосполучення з цією властивістю називається граничним, тоді як дієслово або дієслівну фразу, яка представляє незавершену дію чи подію, називають неграничною.

## Перевірка граничності в англійській мові
Один з поширених способів перевірки, чи є словосполучення англійського дієслова граничним — це зрозуміти, чи таку фраза, як «за годину», у значенні «протягом години» (відома як прислівник часу) можна застосувати до нього. І навпаки, загальним способом оцінити, чи є фраза неграничною — це зрозуміти, чи таку фразу як «на годину» (прислівник часу) можна застосувати до неї. Це можна назвати тест на часовий проміжок / часові рамки. Відповідно до цього тесту, дієслівна фраза «побудували будинок» є граничною, тоді як така, що мінімально відрізняється, «будували будинки» є неграничною:
Правильно: «Джон збудував будинок за місяць». Неправильно: * «Джон за місяць побудував будинок». → «побудував будинок» є граничною фразою
Неправильно: «Джон збудував будинки за місяць». Правильно: «Джон будував будинки протягом місяця». → «будували будинки» є неграничною фразою
Інші фрази можна перевірити аналогічно; наприклад, «пішли додому» — гранична, тому що «Джон пішов додому за годину» — це правильно, тоді як «Джон пішов додому на годину» — неправильно, і «гуляли» є неграничним дієсловом, тому що «Джон ходив за годину» — це неправильно, а «Джон ходив годину» — правильно.
Застосовуючи цей тест, треба бути уважним щодо низки речей. Час і аспект дієслова може вплинути на результат цього тесту; наприклад, фрази з прогресивними дієслівними формами (йде, говорив, робив і т. д.) майже завжди приймають на годину і майже ніколи не приймають за годину. Тому тест насамперед цікавлять дієслівні фрази з дієсловами в простому минулому часі.  Фраза «за годину», і подібні фрази неоднозначні; вони можуть означати «в проміжку години», тобто «протягом години», або «через одну годину». Цікаве лише колишнє значення; «Вона приїде через годину», це правильна форма, але це нічого не говорить про граничність фрази «приЇде».  Власне кажучи, існує контекст, в якому «Джон будував будинки за місяць»; Наприклад, «Джеку було потрібно три місяці, щоб побудувати будинок, тоді як Джон будував будинки за місяць». Ось, що мається на увазі, «Джон будував будинки; він будував кожен будинок за місяць»; і в цьому сенсі «будували будинки» — насправді гранична фраза. Можна стверджувати, що дієслівна фраза «будувати будинки» гранична на одному рівні і негранична — на іншому: граничність застосовується до дієслова без множини, а неграничність застосовується до дієслова та додатку разом.

## Визначення відповідного поняття «довершеність»
Часто можна зустріти думку, що граничність дієслова і дієслівних словосполучень посилаються до подій, які мають кінцеві точки, і ті неграничні посилаються до подій або станів, що не мають кінцевих точок. Поняття про кінцеві точки стосується подій у світі, а не виразів які посилаються на них. Це найбільш критикована властивість цього визначення. [5] Фактично, кожна подія або стан у світі починається і закінчується в якийсь момент, за винятком, мабуть, станів, які можна охарактеризувати як «існування Всесвіту». Звичайно, Джонове «сердитися» має початок, і, якщо Джон не є вічно злий, ця дія також має кінцеву точку. Таким чином, сумнівно, що можна визначити граничні вирази за властивостями подій або констатувати, що вони посилаються до чогось (подібна проблема виникає з уявленням, що збірні іменників звертаються до речей, які неможливо перерахувати). Таким чином, останні спроби зробити поняття явним акцентом на тому як граничні вирази посилаються до, або представляють події та стани.
Інакше кажучи, можна просто визначити граничні дієслова та дієслівні фрази як посилання на події концептуалізовані або представлені — ті, що мають кінцеві точки, та неграничні дієслова та дієслівні фрази — ті, що концептуалізовані або представлені без кінцевих точок.
Цей тип вправ може слугувати нагадуванням про марність спроб пов'язати мовну семантику з реальним світом без урахування посередника людського пізнання.
За словами Гарі (1957), який ввів термін «граничність», [6] граничність дієслова є властивістю, що виражає дію, яка прагне до мети, передбаченої як реалізованої в досконалому часі, але як умовну в недосконалому часі; неграничнми дієсловами, з іншого боку, є дієслова, які не передбачають ні мети, ні кінцевої точки у смисловій структурі, але позначають дії, які реалізуються, як тільки вони починаються. [7]

## Квантування та кумулятивність
Мабуть, найбільш прийнятне визначення граничності нині це алгебраїчне визначення, запропоноване Манфредом Крифкою. Крифка визначає граничні вирази як ті, що є квантованими. Неграничні можна визначити з точки зору камулятивності. Вираз «P» можна назвати квантованим лише за умови, що він задовольняє наступний наслідок, для будь-якого вибору x і y: Припустимо, наприклад, що Джон побудував два будинки. Тоді кожну з двох будівельних подій можна описати як побудував будинок. Але будівля одного будинку не є, і справді не може бути належною частиною другої будівлі. Це протиставляється станам, описаним як, скажімо, ходити безцільно. Якщо Джон безцільно ходив дві години, тоді буде багато належних частин, що триватимуть, скажімо, 10 хвилин, або 1 годину тощо, які також можна описати як ходити безцільно. Таким чином, для ходити безцільно, буде багато варіантів x і y, таких, що можна описати як ходити безцільно, де x — належна частина y. Отже, будувати будинок правильно характеризується як гранична фраза і ходити безцільно як негранична за цим визначенням. Квантування також може бути використане у визначенні рахувати іменники.
Наприклад, якщо є подія: Джон ходить з 13:00 до 14:00, і інша подія — ця сама дія з 14:00 до 15:00, то, за необхідністю, є третя подія, яка є сумою двох інших, тобто також прогулянка. Це не стосується таких виразів як «побудував будинок». Якщо Джон побудував будинок в час від 13:00 до 14:00, а потім він побудував інший будинок в час з 14:00 до 15:00, то сума цих двох подій (від часу 13:00 до 15:00) не є подія, яку можна охарактеризувати як «побудував будинок». Кумулятивність також може бути використана при характеристиці збірних іменників, а в характеристиці протиставлення між прийменниками типу «до» і «назустріч», тобто «у напрямку» має сукупне посилання на (набори) шляхів, тоді як «до» не має такого посилання. [8]

## Як аспект
Граничність або граничний аспект останнім часом читається як граматичний аспект, що вказує на досягнуту мету чи дію, виконані за призначенням. Мови, що протиставляють граничні та неграничні дії, — це піразькі та фінська мови (фінська та естонська); Чеська та угорська також мають досконалі префікси pre- і meg-відповідно, які додатково є граничними. У фінській у додатку обов'язково позначається граничність: знахідний відмінок — граничність, частка — для вираження неграничності. Точніше, знахідний відмінок застосовується для додатків, які повністю впливають на ситуацію, яку подає доповідач, тоді як використання частки означає, що на додаток лише частково впливає ситуація, або ситуація створена таким чином, щоб додаток продовжував бути під її впливом. Терміни граничностіі неграничності традиційно не використовуються у фінському граматичному описі; натомість про це прийнято говорити як про результативні і нерезультативні речення. Приклад контрасту між результативом та нерезультативом у фінській мові: Kirjoitin artikkelin. написав статтю — ACC «Я написав статтю (і закінчив її») Kirjoitin artikkelia. написав статтю — «Я писав статтю (але не обов'язково закінчив її»)
Граничне речення обов'язково вимагає закінчення статті. У неграничному реченні не виражається, чи закінчена стаття чи ні. Негранична форма виражає незнання, тобто неграничне не є антиграничним: Kirjoitin artikkelia ja sain sen valmiiksi «Я писав статтю — ЧАСТИНА, а потім — ACC закінив», є правильним варіантом. Те, що трактується як мета чи результат, визначається контекстом, наприклад: Ammuin karhun — «Я застрелив ведмедя (успішно)»; тобто «Я застрелив ведмедя до смерті». ← неявна мета Ammuin karhua — «Я вистрелив (у бік) ведмедя»; тобто «Я стріляв у ведмедя (але він не загинув)».
Існує багато дієслів, які відповідають лише одній граничності через властиве їм значення. Часткові дієслова приблизно відповідають неграничним дієсловам у визначенні Гарі, тобто дія, як правило, не має результату чи мети, і було б логічно та граматично неправильно розміщувати їх у граничному аспекті. Однак навіть притаманно неграничні дієслова типу rakastaa «любити» можуть у семантично незвичній конструкції, де має бути якийсь результат, стати граничним: Hän rakastaa minua. «він (вона) мене любить» Hän rakastaa minut kuoliaaksi. «він (вона) любить мене до смерті»
Окрім того, контраст граничності може діяти як керівництво, так що зміна відмінку може повністю змінити значення. Наприклад, näin hänet (Я бачив його-ACC) означає «я його бачив», але näin häntä (Я бачив його) означає «я зустрічався з ним (зрідка, іноді, раз у раз)» — часто це неправильна форма.
Використання граничного додатку може неявно повідомляти про те, що дія відбувається в майбутньому. Наприклад, Luen kirjan. «Я прочитаю книгу»; дія може бути завершеною лише в майбутньому. Luen kirjaa. «Я читаю книгу» або «я буду читати книгу»; часу не вказано.
Часто граничність поверхово схожа на досконалий аспект, і можна знайти такі описи, як «приблизно досконалий — недосконалий». Однак лексичні пари досконалих та недосконалих дієслів зустрічаються у фінській мові, і цей контраст може накладатися на контраст граничності.